# Split-ring resonator
 For alternative betydninger, se SRR.
En split-ring resonator (SRR) er en komponent af en negative indeks metamateriale (NIM), også kendt som en dobbelt negativ metamateriale (DNG) eller venstre-håndet medium (LHM). SRR er også en komponent af andre typer af metamaterialer såsom Single Negative metamaterial (SNG). SRR anvendes også til forskning i terahertz metamaterialer, akustiske metamaterialer, og metamaterialeantenner. En enkeltcelle SRR har et par af indlejrede løkker med revner (eng. splits) i dem på modsatte ender. Løkkerne er lavet af ikkemagnetiske metaller såsom kobber og har et lille gab mellem de to løkker. Løkkerne kan være koncentriske eller kvadratiske, og med gab hvor det behøves.

## Overblik
Et magnetisk flux gennemtrængende metalringene vil inducerer roterende strømme i ringene, hvilket producerer deres egne flux til at øge eller minske feltet (afhængig af SRR resonans egenskaberne). Dette feltmønster er dipolært. Grundet revnerne i ringene kan strukturen understøtte resonante bølgelængder meget større end diameteren af ringene. Det ville ikke ske i lukkede ringe. Det lille gab mellem ringene producerer store kapacitans værdier hvilket minsker den resonerende frekvens, da tidskonstanten er stor. Strukturens dimensioner er små sammenlignet med den resontante bølgelængde. Dette resulterer i lave strålingsmæssige tab, og meget høje Q-faktorer.
Ved frekvenser under resonansfrekvenser, vil reeldelen af den magnetiske permeabilitet af SRR bliver store (positive) – og ved frekvenser højere end resonans vil den blive negativ. Denne negative permeabilitet kan anvendes med den negative dielektriske konstant af en anden struktur til at danne negativ refraktiv indeks materialer.